# La gran duquesa de Gérolstein
La gran duquesa de Gérolstein (título original en francés, La Grande-Duchesse de Gérolstein) es una opéra bouffe (un tipo de opereta) en tres actos con música de Jacques Offenbach y libreto en francés de Henri Meilhac y Ludovic Halévy. La historia es una crítica satírica al militarismo irreflexivo apenas tres años antes de la guerra franco-prusiana, siendo luego prohibida. Su protagonista es una joven y tiránica gran duquesa que aprende que no siempre se puede salir con la suya.

## Historia
La gran duquesa de Gérolstein se estrenó el 12 de abril de 1867 en el Théâtre des Variétés de París, protagonizada por la diva Hortense Schneider coincidiendo con la Exposición Universal de 1867. A su estreno asistieron el emperador Napoleón III; Eduardo VII de Inglaterra, el zar Alexander II de Rusia , el emperador de Austria Francisco José y Otto von Bismarck de Prusia, entre otros. Fue estrenada en Londres meses después y en Nueva York. Después, se llevó a Nueva York y otros lugares, y aún es una obra que se representa y se graba.
La opereta volvió al escenario en 1978 con Régine Crespin en el papel titular, en el 2004 en el Teatro del Chatelet en París dirigida por Marc Minkowski y Laurent Pelly con Felicity Lott y en Los Ángeles con Frederica von Stade. Otras intérpretes fueron Huguette Tourangeau, Lucia Valentini Terrani e Isabel Vernet.
La gran duquesa de Gérolstein se representa poco; en las estadísticas de Operabase aparece la n.º 199 de las óperas representadas en 2005-2010, siendo la 24.ª en Francia y la séptima de Offenbach, con 14 representaciones en el período.

## Personajes
| Personaje                | Tesitura     | Elenco del estreno, 12 de abril de 1867, (Director: Jacques Offenbach) |
| ------------------------ | ------------ | ---------------------------------------------------------------------- |
| Gran duquesa             | soprano      | Hortense Schneider                                                     |
| Fritz                    | tenor        | José Dupuis                                                            |
| Wanda                    | soprano      | Émilie Garait                                                          |
| General Boum             | barítono     | Henri Couderc                                                          |
| Príncipe Paul            | tenor        | Pierre-Eugène Grenier                                                  |
| Barón Puck               | bajo         | Karl Knopp                                                             |
| Barón Grog               | bajo         | Louis Baron                                                            |
| Népomuc, un edecán       | tenor        | Emmanuel Ronger, 'Gardel-Hervé'                                        |
| Iza, una dama de honor   | soprano      | Berthe Legrand                                                         |
| Amélie, dama de honor    | mezzosoprano | Véron                                                                  |
| Olga, dama de honor      | soprano      | Morosini                                                               |
| Charlotte, dama de honor | mezzosoprano | Marcourt                                                               |

## Argumento
Lugar: El ducado ficticio de Gérolstein
Tiempo: 1720

### Acto I
La gran duquesa, de veinte años, que ha sido criada por su tutor y chambelán de la corte Barón Puck para salirse con la suya, es encantadora, aunque una verdadera tirana. Ha sido prometida al cursi príncipe Paul pero no le gusta y, debido a su infelicidad sobre el asunto, el Barón genera una guerra para entretenerla. Ella decide pasar revista a sus tropas. Hay un redoble de tambores, y se oye el grito de que el enemigo está avanzando, pero resulta ser Su Alteza.
Esta visita es fatal, pues se enamora desesperadamente del viril y guapo soldado Fritz, cuyas principales pasiones en la vida son su amor por la bella Wanda y su odio por el General Boum. La duquesa inmediatamente lo nombra cabo, y está cada vez más y más encantada con él, con lo que Fritz asciende rápidamente a sargento, teniente y capitán. Finalmente, a pesar del general, ella le nombra comandante en jefe y lo envía a conquistar al enemigo.

### Acto II
Fritz gana la batalla fácilmente haciendo que todo el ejército enemigo se emborrache, con una artillería formada por 300.000 botellas bien llenas. Cuando regresa, coronado por la victoria, la duquesa encantada se siente más enamorada de él que nunca, y apunta a la posibilidad de que reciba otros honores. Sin embargo, luego encuentra que es muy bruto porque prefiere a su Wanda antes que tales distinciones, y él incurre en el enojo de la duquesa al pedir permiso para casarse con Wanda de una vez. Esto resulta ser un golpe mortal para la devoción de la duquesa, y conspira para asesinar a Fritz a la vuelta de la ceremonia nupcial.

### Acto III
Cuando todo está listo para la sangrienta misión, sin embargo, la duquesa cambia de opinión, que está ahora ocupada con un nuevo affair con el Barón Grog. Su vida amorosa parece que siempre será desdichada, pues su último romance se ve malogrado por la noticia de que su amado tiene esposa y cuatro niños. La duquesa se vuelve filosófica y decide casarse con su prometido original, el príncipe Paul, después de todo. Por citar sus propias palabras, «¿Qué puede hacer una? Si no puedes tener a aquellos a los que puedes amar, debes intentar amar a aquellos que puedes tener.»
En lugar de asesinar a Fritz, la duquesa diseña el castigo menor de ruidosas serenatas durante su noche de bodas, y luego lo asusta con una falsa alarma para combatir al enemigo. El enemigo demuestra ser un esposo celoso que lo confunde con otro hombre y le castiga con una palmeta. Fritz es privado de sus rangos militares, pero ahora puede abandonar el ejército, vuelve con Wanda, y se convierte en el maestro de escuela local, aunque uno bastante analfabeto. El general Boum es feliz por la restauración de su mando; Barón Puck es reinstalado en el favor real del que había sido privado mientras tanto; Barón Grog es enviado a casa, sano y salvo, con su mujer y sus cuatro hijos; y el príncipe Paul es felizmente restaurado como novio de la duquesa.

## Discografía
| Año  | Reparto: Gran duquesa, Fritz, príncipe Paul, General Boum, Wanda                       | Director, Teatro de ópera y orquesta                                                                      | Sello y número de catálogo                    | Notas                                                                                           |
| ---- | -------------------------------------------------------------------------------------- | --- | --------------------------------------------- | ----------------------------------------------------------------------------------------------- |
| 1958 | Eugenia Zareska, André Dran, Jean Mollien, John Riley, Giselle Prevet                  | René Leibowitz, La Orquesta de la Asociación de los Conciertos Pasdeloup, Coro Lírico de París            | CD: Preiser Records Cat: 90591                |                                                                                                 |
| 1959 | Jennie Tourel, André Turp, Louis Quilico, Martial Singher, Laurel Hurley               | Arnold Gamson, American Opera Society                                                                     | LP: Unique Opera Records Corporation Cat: 241 | grabación en vivo, Carnegie Hall, Nueva York, Noviembre de 1959                                 |
| 1966 | Suzanne Lafaye, Jean Aubert, Christian Hasse, Henri Bédex, Michèle Raynaud             | Jean-Claude Hartemann, Orquesta y coro Monthabor                                                          | CD: Accord Cat: 465 871-2,                    | recomendada por The Penguin Guide, diálogo hablado amplio, pero sin libreto                     |
| 1967 | Eliane Lublin, Raymond Amade, Christos Grigoriou, Jean-Christophe Benoit               | Jean-Pierre Marty, Orquesta de la Sociedad de los Conciertos del Conservatorio                            | LP: Pathe Cat: 130568                         | extractos                                                                                       |
| 1972 | Huguette Tourangeau, John Walker, Richard Stilwell, Donald Gramm, Susan Belling        | John Crosby, Coro y orquesta de la Ópera de Santa Fe                                                      | CD: EMI Cat: 7 63415-2                        | cantado en inglés, grabación de una interpretación en la Ópera de Santa Fe, 22 de julio de 1972 |
| 1976 | Régine Crespin, Alain Vanzo, Charles Burles, Robert Massard, Mady Mesplé               | Michel Plasson, Orquesta Nacional del Capitole de Toulouse, Coro del Capitole de Toulouse                 | CD: Sony Cat: SM2K 62583                      |                                                                                                 |
| 1984 | Enriqueta Tarrés, Adolf Dallapozza, Josef Protschka, Alexander Malta, Saskia Gerritsen | Pinchas Steinberg, Orquesta Sinfónica de la Radiodifusión de Colonia, Coro de la Radiodifusión de Colonia | CD: EMI Cat: 66373                            | cantado en alemán                                                                               |
| 1996 | Lucia Valentini Terrani, Carlo Allemano, Richard Plaza, Etienne Ligot, Carla Di Censo  | Emmanuel Villaume, Orquesta Internacional de Italia Opera, Coro de Cámara de Bratislava                   | CD: Dynamic Cat: 173/1-2                      |                                                                                                 |
| 2005 | Felicity Lott, Yann Beuron, Eric Huchet, François Le Roux, Sandrine Piau               | Marc Minkowski, Les Musiciens du Louvre                                                                   | CD: Virgin Classics Cat: 0724354573422        | grabación en vivo, Theatre du Chatelet, París, diciembre de 2004                                |